# Meliák
A Meliák, vagy eredetileg Meliae, Meliai a kőrisfák nimfái voltak a görög mitológiában. Hésziodosz Theogónia című műve alapján, Uranosz földre hulló vércseppjeiből születtek. Ugyanezen vércseppekből keletkeztek az Erinnüszök, ami azt sugalmazza, hogy a kőrisfák nimfái a kellem álruhájába bújt „Végzet” megtestesítői. A hellén Bronzkor irodalmi alkotásai alapján a Meliáktól ered az emberi faj
A Meliák a testvéri közösség megszemélyesítői, akik a természetben csoportosan élnek és együttesen jelennek meg ha segítségül hívják őket. Bár az istenek genealógiáját tárgyaló mítoszokban, kiemelten Hésziodosz költeményeiben, egyéni neveiket is megtaláljuk, mint Melia vagy Melisza, Ida és Andraszteia, „de ezek nyilvánvalóan csak másodlagosak, nincs komoly jelentőségük”. A Melia név más történetekben is megjelenik mint Ókeanosz egyik leánya, kinek bátyjától a folyóisten Inakhosztól született gyermekei: Ió, Phoróneusz és Aigialeusz vagy Phegeus. Egy másik történet szerint Poszeidóntól született fia Amükosz, aki olümposzi istenek képviselője volt az óceánokban. 
A kőrisfák, latinul Fraxinusok sok fajtája édeskés nedvet termel, amit az ókori görögök méli, azaz „méz”nek neveztek. Görögország hegyein őshonos a Fraxinus ornus, a mannakőris. Amint azt Kallimakhosz, Zeusz-himnusza elmeséli a Meliák gondozták az újszölött Zeuszt Kréta szigetén, a Dikté-hegy barlangjában és mézzel táplálták az isteni kisdedet.
A mannáról – a kőrisfa cukorról az Egyesült Államok 19. századi hiteles gyógyszerkönyve a The Dispensatory of the United States of America (14. kiadás, Philadelphia, 1878) azt írja:
„Megtalálható benne a valódi cukor, a dextrin (részlegesen lebomlott keményítő) és erjedésre képes…. A hosszú ideig tárolt manna színe sötétebb, állaga lágyabb majd végül egészen folyékony és élesztő hozzáadásával végbemegy a borszerű erjedés.”
Az erjesztett mézbor volt az égei civilizáció isteni látomásokat előidéző hallucinogén szere.

## Külső hivatkozások
- Theoi.com: Meliák a görög irodalomban
- Darl J. Dumont, "The Ash Tree In Indo-European Culture" from Mankind Quarterly 32.4 (Summer 1992), pp 323–336.